# Mars-sur-Allier
Mars-sur-Allier és un municipi francès, situat al departament del Nièvre i a la regió de Borgonya - Franc Comtat. L'any 2007 tenia 275 habitants.

## Demografia

### Població
El 2007 la població de fet de Mars-sur-Allier era de 275 persones. Hi havia 117 famílies, de les quals 32 eren unipersonals (20 homes vivint sols i 12 dones vivint soles), 45 parelles sense fills, 36 parelles amb fills i 4 famílies monoparentals amb fills.
La població ha evolucionat segons el següent gràfic:
Habitants censats

### Habitatges
El 2007 hi havia 167 habitatges, 117 eren l'habitatge principal de la família, 30 eren segones residències i 19 estaven desocupats. 164 eren cases i 1 era un apartament. Dels 117 habitatges principals, 100 estaven ocupats pels seus propietaris, 15 estaven llogats i ocupats pels llogaters i 2 estaven cedits a títol gratuït; 5 tenien dues cambres, 23 en tenien tres, 36 en tenien quatre i 53 en tenien cinc o més. 88 habitatges disposaven pel capbaix d'una plaça de pàrquing. A 54 habitatges hi havia un automòbil i a 55 n'hi havia dos o més.

### Piràmide de població
La piràmide de població per edats i sexe el 2009 era:
| Homes | Edats   | Dones |
| ----- | ------- | ----- |
| 0     | 95 o +  | 0     |
| 0     | 90 a 94 | 0     |
| 0     | 85 a 89 | 0     |
| 4     | 80 a 84 | 0     |
| 8     | 75 a 79 | 8     |
| 20    | 70 a 74 | 8     |
| 4     | 65 a 69 | 4     |
| 4     | 60 a 64 | 8     |
| 8     | 55 a 59 | 8     |
| 12    | 50 a 54 | 8     |
| 4     | 45 a 49 | 8     |
| 12    | 40 a 44 | 4     |
| 8     | 35 a 39 | 16    |
| 8     | 30 a 34 | 16    |
| 12    | 25 a 29 | 4     |
| 0     | 20 a 24 | 0     |
| 4     | 15 a 19 | 8     |
| 8     | 10 a 14 | 12    |
| 0     | 5 a 9   | 8     |
| 4     | 0 a 4   | 4     |

## Economia
El 2007 la població en edat de treballar era de 169 persones, 132 eren actives i 37 eren inactives. De les 132 persones actives 116 estaven ocupades (64 homes i 52 dones) i 16 estaven aturades (7 homes i 9 dones). De les 37 persones inactives 21 estaven jubilades, 5 estaven estudiant i 11 estaven classificades com a «altres inactius».

### Ingressos
El 2009 a Mars-sur-Allier hi havia 119 unitats fiscals que integraven 270,5 persones, la mediana anual d'ingressos fiscals per persona era de 16.329 €.

### Activitats econòmiques
Dels 12 establiments que hi havia el 2007, 1 era d'una empresa extractiva, 3 d'empreses de comerç i reparació d'automòbils, 1 d'una empresa d'hostatgeria i restauració, 2 d'empreses immobiliàries i 5 d'empreses de serveis.
L'any 2000 a Mars-sur-Allier hi havia 20 explotacions agrícoles que ocupaven un total de 1.430 hectàrees.

## Poblacions més properes
El següent diagrama mostra les poblacions més properes.